# Liste der Bodendenkmäler in Oberstreu
Auf dieser Seite sind die Bodendenkmäler in der unterfränkischen Gemeinde Oberstreu zusammengestellt. Diese Tabelle ist eine Teilliste der Liste der Bodendenkmäler in Bayern. Grundlage ist die Bayerische Denkmalliste, die auf Basis des Bayerischen Denkmalschutzgesetzes vom 1. Oktober 1973 erstmals erstellt wurde und seither durch das Bayerische Landesamt für Denkmalpflege geführt wird. Die folgenden Angaben ersetzen nicht die rechtsverbindliche Auskunft der Denkmalschutzbehörde.

## Bodendenkmäler der Gemeinde Oberstreu

### Bodendenkmäler in der Gemarkung Mellrichstadt
| Lage                     | Objekt                          | Akten-Nr.     | Bild |
| ------------------------ | ------------------------------- | ------------- | ---- |
| Mellrichstadt (Standort) | Siedlung der Linearbandkeramik. | D-6-5527-0020 |      |

### Bodendenkmäler in der Gemarkung Mittelstreu
| Lage                   | Objekt | Akten-Nr.     | Bild |
| ---------------------- | --- | ------------- | ---- |
| Mittelstreu (Standort) | Siedlung der Urnenfelderzeit. | D-6-5527-0038 |      |
| Mittelstreu (Standort) | Siedlung vorgeschichtlicher Zeitstellung. | D-6-5527-0109 |      |
| Mittelstreu (Standort) | Höhensiedlung des Alt- bis Mittelneolithikums, der Michelsberger Kultur und der Urnenfelderzeit sowie Abschnittsbefestigung der Hallstattzeit, der Latènezeit und des frühen Mittelalters auf dem Eiersberg. | D-6-5627-0039 |      |
| Mittelstreu (Standort) | Siedlung der Linearbandkeramik. | D-6-5627-0040 |      |
| Mittelstreu (Standort) | Siedlung vorgeschichtlicher Zeitstellung. | D-6-5627-0084 |      |
| Mittelstreu (Standort) | Siedlung vorgeschichtlicher Zeitstellung. | D-6-5627-0163 |      |
| Mittelstreu (Standort) | Archäologische Befunde des Mittelalters und der frühen Neuzeit im Bereich des ehemaligen befestigten Ortsbereiches von Mittelstreu.                                                                          | D-6-5627-0167 |      |
| Mittelstreu (Standort) | Archäologische Befunde des Mittelalters und der frühen Neuzeit im Bereich der Ortsbefestigung von Mittelstreu.                                                                                               | D-6-5627-0168 |      |
| Mittelstreu (Standort) | Archäologische Befunde des Mittelalters und der frühen Neuzeit im Bereich der Katholischen Pfarrkirche St. Johann Baptist von Mittelstreu mit Gadenanlagen.                                                  | D-6-5627-0169 |      |
| Mittelstreu (Standort) | Archäologische Befunde des Mittelalters und der frühen Neuzeit im Bereich der ehemalige Lochmühle bei Mittelstreu.                                                                                           | D-6-5627-0172 |      |
| Mittelstreu (Standort) | Archäologische Befunde im Bereich der frühneuzeitlichen Friedhofskapelle von Mittelstreu. | D-6-5627-0173 |      |
| Mittelstreu (Standort) | Siedlung des Neolithikums und der Urnenfelderzeit. | D-6-5627-0175 |      |

### Bodendenkmäler in der Gemarkung Oberstreu
| Lage                 | Objekt | Akten-Nr.     | Bild |
| -------------------- | --- | ------------- | ---- |
| Oberstreu (Standort) | Siedlung der Linearbandkeramik, des Mittelneolithikums, der jüngeren Latènezeit, der römischen Kaiserzeit und der Merowingerzeit, Wüstung des frühen Mittelalters sowie Klosterhof des Mittelalters und der frühen Neuzeit. | D-6-5527-0014 |      |
| Oberstreu (Standort) | Siedlung der Urnenfelderzeit und der Hallstattzeit. | D-6-5527-0032 |      |
| Oberstreu (Standort) | Siedlung der Hallstattzeit. | D-6-5527-0033 |      |
| Oberstreu (Standort) | Siedlung der Hallstattzeit. | D-6-5527-0034 |      |
| Oberstreu (Standort) | Siedlung der Linearbandkeramik, der Hallstattzeit und der frühen römischen Kaiserzeit sowie Bestattungen der Urnenfelderzeit.                                                                                               | D-6-5527-0035 |      |
| Oberstreu (Standort) | Brandgräber der mittleren Urnenfelderzeit. | D-6-5527-0036 |      |
| Oberstreu (Standort) | Körpergräber der Merowingerzeit. | D-6-5527-0037 |      |
| Oberstreu (Standort) | Siedlung der Hallstattzeit. | D-6-5527-0096 |      |
| Oberstreu (Standort) | Siedlung der Hallstattzeit. | D-6-5527-0097 |      |
| Oberstreu (Standort) | Siedlung der Linearbandkeramik. | D-6-5527-0100 |      |
| Oberstreu (Standort) | Archäologische Befunde des Mittelalters und der frühen Neuzeit im Bereich des ehemaligen befestigten Ortsbereiches von Oberstreu.                                                                                           | D-6-5527-0147 |      |
| Oberstreu (Standort) | Archäologische Befunde des Mittelalters und der frühen Neuzeit im Bereich der Katholischen Pfarrkirche St. Andreas von Oberstreu mit ehemaligen Kirchgaden.                                                                 | D-6-5527-0148 |      |
| Oberstreu (Standort) | Archäologische Befunde des späten Mittelalters und der frühen Neuzeit im Bereich der Ortsbefestigung von Oberstreu. | D-6-5527-0168 |      |
| Oberstreu (Standort) | Bestattungsplatz mit Grabhügeln vorgeschichtlicher Zeitstellung. | D-6-5527-0173 |      |
| Oberstreu (Standort) | Siedlung des Alt- und Mittelneolithikums und Bestattungsplatz mit verebneten Grabhügeln vorgeschichtlicher Zeitstellung mit Bestattungen der Hallstattzeit.                                                                 | D-6-5627-0038 |      |
| Oberstreu (Standort) | Siedlung der jüngeren Latènezeit. | D-6-5627-0069 |      |

### Bodendenkmäler in der Gemarkung Unsleben
| Lage                | Objekt | Akten-Nr.     | Bild |
| ------------------- | --- | ------------- | ---- |
| Unsleben (Standort) | Siedlung der Linearbandkeramik, des Mittelneolithikums, der Urnenfelderzeit und der Hallstattzeit, Brandgräber der Urnenfelderzeit sowie mittelalterliche Wüstung Kornbrunnen. | D-6-5627-0023 |      |